# Lioudmila Belavenets
Lioudmila Sergueïevna Belavenets (en russe : Людмила Сергеевна Белавенец) est une joueuse d'échecs soviétique, puis russe née le 7 juin 1940 à Moscou et morte le 7 novembre 2021et mort dans la même ville. 
Professeure de mathématiques de profession, elle remporte le championnat d'URSS féminin en 1975 et le quatrième championnat du monde féminin d'échecs par correspondance (1984-1992). Elle reçoit les titres de maître international féminin de la FIDE en 1975, de grand maître international féminin par correspondance en 1997 et de maître international mixte par correspondance en 1992.
En 1990, elle reçoit le titre de maître émérite des sports de l'URSS, la distinction la plus élevée du sport soviétique.

## Biographie et carrière
Lioudmila Belavenets est la fille du joueur d'échecs Sergueï Belavenets qui meurt au front quand sa fille n'a qu'un an (son corps est retrouvé en mars 1942). Elle entre dans la section d'échecs de la Maison des pionniers de Moskovoretski en 1952 et obtient à quinze ans le diplôme de joueuse de première catégorie. Elle participe dès 1955 à la finale du championnat de Moscou et quatre ans plus tard (en 1959) à la finale du championnat d'URSS féminin (elle finit à la 7e-9e place). Elle est 15e-16e à sa deuxième finale du championnat d'URSS, en 1962 ; 9e en 1963 ; 15e-16e en 1965 ; 10e-12e en 1970 ; 18e en 1971 ; 1re en 1975 ; 15e-16e en 1976 ; 10e-11e en 1979.
Elle commence à s'intéresser au jeu par correspondance dès les années 1960 et participe au premier championnat du monde dès 1965.
En 1973, elle commence à travailler comme entraîneur de joueurs dans le club d'échecs du Spartak de Moscou et a comme élèves Aleksandr Morozevitch, Andreï Sokolov et Alekseï Vyjmanavine. Elle enseigne les échecs à l'École Tigran Petrossian de Moscou.

## Palmarès
Belavenets est :
- championne de Moscou en 1962 ;
- championne d'URSS en 1975 ;
- septième du tournoi interzonal féminin de 1976 à Roosendaal avec 7 points sur 13 ;
- vainqueur avec l'équipe d'URSS des trois premières olympiades internationales féminines d'échecs par correspondance[5] :
  - 1974-1979 (5,5/7 au 4e échiquier) ;
  - 1980-1986 (7/8 au 4e échiquier) ;
  - 1986-1992 (7/7 au 3e échiquier) ;
- vainqueur du 4e championnat du monde par correspondance (1984-1992) avec 10,5 points sur 13[6],[7] ;
- médaille d'argent par équipe à la quatrième olympiade par correspondance  (3,5 points sur 8 au 1er échiquier de la Russie)[5].